# Лісув (Сілезьке воєводство)
Лісув (пол. Lisów) — село в Польщі, у гміні Герби Люблінецького повіту Сілезького воєводства.
Населення — 2072 особи (2011).
У 1975-1998 роках село належало до Ченстоховського воєводства.

## Демографія
Демографічна структура станом на 31 березня 2011 року:
|          | Загалом | Допрацездатний вік | Працездатний вік | Постпрацездатний вік |
| -------- | ------- | ------------------ | ---------------- | -------------------- |
| Чоловіки | 1010    | 204                | 729              | 77                   |
| Жінки    | 1062    | 216                | 679              | 167                  |
| Разом    | 2072    | 420                | 1408             | 244                  |